# Robert Lehnhoff
Robert Wilhelm Lehnhoff, alias de Beul van Groningen (Elze, 11 augustus 1906 – Groningen, 24 juli 1950) was een Duitse SD'er en oorlogsmisdadiger.

## Levensloop
Lehnhoff, die werd geboren in het onder Hildesheim gelegen Mehle, voerde in het laatste oorlogsjaar een schrikbewind in het Scholtenhuis (ook wel voorportaal van de hel genoemd), het statige herenhuis aan de Groninger Grote Markt waar de Sicherheitsdienst sedert september 1944 het hoofdkantoor voor Noord-Nederland had gevestigd.
Hij was Referatleiter van de afdeling rechts georiënteerd verzet. Een van zijn medewerkers was de later eveneens ter dood gebrachte Nederlandse verrader Pieter Johan Faber. In het Scholtenhuis werden gearresteerde Nederlanders ondervraagd en gemarteld door Lehnhoff en consorten.
Over Lehnhoff doen veel lugubere verhalen de ronde. Zijn specialiteit tijdens de ondervragingen in zijn verhoorkamer nummer 15 was de zogenaamde V1: een keiharde stoot met een gummiknuppel in de maag van de geboeide gevangene. Dr. L. de Jong noemt Lehnhoff in zijn standaardwerk over de Tweede Wereldoorlog als voorbeeld van een slechte SD'er.
In het bekende boek Verzet in Groningen wordt Lehnhoff omschreven als een gecompliceerde figuur. Pienter, soms een briljante vrouwenjager, iemand met sterk wisselende stemmingen en een gevoel voor een bepaald soort humor. Maar ook: Spaart niets en niemand om zijn eigen hachie te redden.
Dat zou uiteindelijk niet lukken. De SD'ers verdedigden het Scholtenhuis in april 1945 aanvankelijk fel tegen de oprukkende Canadese bevrijders van Groningen. Toen ze inzagen dat de strijd verloren was, vluchtte het hele gezelschap inclusief de Nederlandse collaborateurs via Zoutkamp naar Schiermonnikoog. De commandant van het Duitse marinedetachement was niet blij met hun komst en bracht ze onder op geruime afstand van het dorp, in de Eendenkooi, waar ze zich in primitieve onderkomens moesten zien te redden. Zes weken later werd de hele groep teruggebracht naar Zoutkamp en vandaar naar het huis van bewaring in Groningen.
Lehnhoff gaf aan zijn ondervragers alle namen van zijn informanten door. In mei 1949 werd hij door de Groningse kamer van het Bijzonder Gerechtshof van Leeuwarden ter dood veroordeeld. Hiertegen ging hij tevergeefs in cassatie. Hij werd op 24 juli 1950 geëxecuteerd door een vuurpeloton op het kazerneterrein aan de Hereweg in Groningen. Hij was toen officieel geregistreerd als wonende te Düsseldorf. Hij werd anoniem begraven op het R.K. Kerkhof (Groningen).
Lehnhoff was gehuwd met Liesel Kohlstadt.

## Publicaties
- Verzet in Groningen. Onder red. van Jan A. Niemeijer en Ad A.J. Mulder. Groningen, Wolters Noordhoff/Forsten, 1986. ISBN 9062430465
- Loe de Jong: Het Koninkrijk der Nederlanden in de Tweede Wereldoorlog. Deel 10b (1e helft)